# Josep Rius i Alcaraz
Josep Rius i Alcaraz (Barcelona, 2 de gener de 1974) és un advocat i polític català. És vicepresident de Junts per Catalunya, diputat al Parlament de Catalunya i regidor a l'Ajuntament de Barcelona.
Ha sigut el cap de gabinet del president Carles Puigdemont i també durant els primers mesos de la presidència de Quim Torra. Després, va ser el director general d’Anàlisi i Prospectiva del Departament de la Presidència.
Militant del PDECat, des de mitjans de 2020 és un dels quatre vicepresidents de Junts per Catalunya. A la segona volta de les primàries del partit de finals del mateix any, va ser el novè candidat més votat per la militància per presentar de cara a les eleccions al Parlament de Catalunya de 2021. Finalment, fou el tretzè de la llista per la circumscripció de Barcelona i guanyà l'escó, esdevenint així un dels 135 diputats. Fou un dels membres de la delegació de Junts en les negociacions amb ERC per formar un govern autonòmic, al qual optaria posteriorment a no formar-ne part.